# Дриґтиндимба
 «Дриґтиндимба»  — дебютний альбом гурту «OT VINTA», який був виданий у 2003 році.

## Пісні
1. «Дриґтиндимба»
2. «Додому»
3. «Кобила била мене…»
4. «Лохи»
5. «Струя»
6. «Хрущі»
7. «Занесло»
8. «Пісня конвалій»
9. «Не спать!!!»
10. «Хвороблива я дитина»
11. «Рокенрол для черепах»
12. «Не мала баба клопоту купила порося»

## РЕЦЕНЗІЯ
Ot Vinta 

CD

© Астра 

Вихід: 12 лютого 2003

Ці хлопаки не потребують рекламної розкрутки. Вона їм ні до чого. Музиканти можуть забратися до найвіддаленішого села, зайти у клуб, там стати і заграти. Можуть спуститися до закуреного пивного «гадюшника», там вилізти на барну стійку і заграти. Можуть опинитися на сцені престижного велелюдного фестивалю, там стати та… заграти. І всюди їх сприймають відразу: і в Києві, і у Варшаві, і в Москві, і в захуртовинених Чорториях. Під їхні ритми робочий і не дуже люд підривається у танок з півоберта, а в найближчих задвірках обов'язково висвітиться напівперевернутий напис OT VINTA. І жодне хамло не насмілиться обізвати їхню музику «нєформатом», бо це рівносильно заперечити весь рок-н-ролл: хто ж на таке піде?
OT VINTA грають укробіллі. Цю назву хлопці самі ж і вигадали, щоб стисло, одним словом, описати музику, замішану на рокабільному запалі та україномовних колоритних текстівках. За рівнем останніх укробільники гідно змагаються з телевізійними перекладачами-адапторами. Річ у тому, що «от-вінтисти» досить вдало підібрали фонеми, що здалеку нагадують англійські «буґі-вуґі», «камон» чи подібні вигуки. А вслухаєшся, чуєш наші повноцінні зрозумілі слова, ще й з жартом вжиті: «Кобила била мене, гоп-топ». Інша показова мовна знахідка гурту: український відповідник російському, вже класичному виразу «харашо сідім»; «чудово сидимо». Що не пісня, то перл (тут від «пертися»).
Суть платівки зашифрована в назві альбому — Дриґтиндимба. Отож це музичка, під яку ти спочатку безтямно і невтомно ДРИҐаєш кінцівками. Потім, операючись на ТИН, шукаєш в темряві своє село (для міського населення; спальний мікрорайон) і йдеш на ДИМ. По дорозі тебе тягне на БА… Секс, словом. Замість нього отримуєш в «писок» і тебе посилають знову на ДРИҐ.
Спочатку назва писалася «Дриктиндимба». Випадково, завдяки телефонним завадам, в одному з видань було вжито букву «ґ». Побачивши цей опус, Юрко Журавель, лідер OT VINTA вигукнув щось на кшталт: «Прикольно! Тре’ так і надалі робити.» Отож, берем «Дриґтиндимбу» і чуємо, як деренчить справжній козобас. Чи «козло»? Вічно плутаю…
Jurko Zelenyj